# Konventionstaler
Il Konventionstaler (più impropriamente Conventionstaler, letteralmente "tallero di convenzione") fu un particolare tipo di tallero, una moneta di ampio modulo, coniata nel Sacro Romano Impero. 

## Storia
L'idea del Konventionstaler nacque a metà del Settecento sulla base di un problema che si era presentato coi precedenti Reichstaler, il tallero più comune diffusosi in tutta la Germania. Questa monetazione, infatti, prodotta a partire dal Cinquecento, già dal Seicento era entrata in crisi a causa delle sempre minori disponibilità d'argento e pertanto molti stati avevano iniziato a produrne in quantità minori, senza sostituire quelle che naturalmente perdevano col consumo del metallo interno, oppure ne produssero con titoli d'argento minori. Inoltre il fenomeno della "tosatura" aveva portato nel tempo al calo per frode dell'argento contenuto all'interno dei Reichstaler. 
Ne conseguì una necessaria e quantomai doverosa riforma del sistema monetario tedesco che portò alla nascita del Koventiontaler. La moneta disponeva di un contenuto in argento pari ad 1/10 del marco di Colonia (~23.39 grammi). Le monete si distinguono facilmente dal Reichstaler per la presenza in legenda della dicitura X EINE FEINE MARK o dell'abbreviazione XEF MARK ("decima parte di un marco d'argento fino"). 
Corrispondeva esattamente a due Gulden (fiorini). Questa parità non si applicava al fiorino delle Germania meridionale dove il Konventionstaler valeva due Gulden e 12 Kreuzer. L'adeguamento del Gulden al nuovo piede monetario fu applicato nelle Germania meridionale verso il 1760.
La moneta venne introdotta per la prima volta in Austria il 7 novembre 1750 in sostituzione del Reichstaler.
Con il Konventionsfuß, l'accordo monetario del 20 settembre 1753, fu introdotto anche nel Circolo Bavarese, un insieme di territori e stati della Germania meridionale che ruotava intorno alla Baviera. In seguito si diffuse in altri paesi della Germania meridionale ed anche in Sassonia. In questo stato furono coniati gli ultimi Konventionstaler tedeschi. In Austria la loro emissione continuò fino al 1856.
Il Konventionstaler in Sassonia valeva 32 Groschen e quindi 4/3 del Reichstaler.
Il declino del Konventionstaler avvenne nella prima metà del XIX secolo quando esso venne sostituito sempre più nella Germania settentrionale dal tallero prussiano, più piccolo per dimensioni e con un contenuto minore di argento, e poi definitivamente in tutto il territorio imperiale dal 1857 con l'introduzione del Vereinstaler.